# 크리스티 깁슨
크리스티 깁슨(태국어: คริสตี้ กิ๊บสัน, 1977년 5월 22일 ~ )는 네덜란드-태국 국적의 여자 가수이다.

## 음반 목록

### 앨범
- 2001 : Christy Der ka Der[3]
- 2001 : Jum Gun Boh Dai Gah[4]
- 2004 : Gulap Wiang Ping[5]
- 2011 : Yah Yohm Pae[6]